# جاومي كيولار
جاومي كيولار (بالإسبانية: Jaume Cuéllar)‏ هو لاعب كرة قدم إسباني، ولد في 23 أغسطس 2001 في جرانوليريس في إسبانيا.

## وصلات خارجية
- جاومي كيولار على موقع قاعدة بيانات كرة القدم.إي يو (الإنجليزية)
- جاومي كيولار على موقع ناشيونال فوتبول تيمز (الإنجليزية)
- جاومي كيولار على موقع Soccerway.com (الإنجليزية)
- جاومي كيولار على موقع عالم كرة القدم.نت (الإنجليزية)